# Rușii-Munți
Rușii-Munți (Marosoroszfalu en hongrois) est une commune roumaine du județ de Mureș, dans la région historique de Transylvanie et dans la région de développement du Centre.

## Géographie
La commune de Rușii-Munți est située dans le nord-est du județ, sur le cours supérieur du Mureș, au pied des Monts Gurghiu. Le point culminant de la commune est le Mont Selesele (1 312 m d'altitude). Rușii-Munți se trouve à 19 km au nord de Reghin et à 53 km de Târgu Mureș, le chef-lieu du județ.
La municipalité est composée des quatre villages suivants (population en 2002) :
- Maiorești (247) ;
- morăreni (436) ;
- Rușii-Munți (1 393), siège de la municipalité ;
- Sebeș (176).

## Histoire
La première mention écrite du village date de 1319.
La commune de Rușii-Munți a appartenu au royaume de Hongrie, puis à l'empire d'Autriche et à l'Empire austro-hongrois.
En 1876, lors de la réorganisation administrative de la Transylvanie, elle a été rattachée au comitat de Maros-Torda.
La commune de Rușii-Munți a rejoint la Roumanie en 1920, au traité de Trianon, lors de la désagrégation de l'Autriche-Hongrie. Après le deuxième arbitrage de Vienne, elle a été occupée par la Hongrie de 1940 à 1944, période durant laquelle sa communauté juive fut exterminée par les nazis. Elle est redevenue roumaine en 1945.

## Politique
| Parti | Parti                                                 | Sièges |
| ----- | ----------------------------------------------------- | ------ |
|       | Parti social-démocrate (PSD)                          | 5      |
|       | Parti national libéral (PNL)                          | 2      |
|       | Parti Mouvement populaire (PMP)                       | 2      |
|       | Union nationale pour le progrès de la Roumanie (UNPR) | 1      |
|       | Alliance des libéraux et démocrates (ALDE)            | 1      |

## Religions
En 2002, la composition religieuse de la commune était la suivante :
- Chrétiens orthodoxes, 98,97 % ;

## Démographie
En 1910, la commune comptait 2 401 Roumains (94,71 %), 43 Hongrois (1,70 %) et 69 Allemands (2,72 %).
En 1930, on recensait 2 462 Roumains (95,64 %), 16 Hongrois (0,62 %), 40 Juifs (1,55 %) et 14 Tsiganes (0,54 %).
En 2002, 2 134 Roumains (94,76 %) côtoient 12 Hongrois (0,53 %) et 104 Tsiganes (4,61 %). On comptait à cette date 850 ménages et 820 logements.
| 1850  | 1880  | 1900  | 1910  | 1930  | 1956  | 1977  | 1992  | 2002  |
| ----- | ----- | ----- | ----- | ----- | ----- | ----- | ----- | ----- |
| 1 411 | 1 837 | 2 234 | 2 535 | 2 577 | 2 744 | 2 599 | 2 296 | 2 252 |

| 2007  | - | - | - | - | - | - | - | - |
| ----- | - | - | - | - | - | - | - | - |
| 2 287 | - | - | - | - | - | - | - | - |

## Économie
L'économie de la commune repose sur l'agriculture, l'élevage, l'exploitation des forêts et le tourisme.

## Communications

### Routes
Rușii-Munți se trouve sur la route nationale DN15 qui relie Târgu Mureș et Reghin avec le județ de Harghita et Piatra Neamț.

### Voies ferrées
La commune est desservie par la ligne de chemin de fer Războieni-Deda qui dessert également Târgu Mureș et Reghin.